# Equilibrium (musikgrupp)
Equilibrium är ett tyskt metalband som spelar episk/folk/viking metal. Vissa låtar har betydande inslag av folkmusik.
Bandet grundades av Helge Stang på sång, Réne Berthiaume på gitarr, Andreas Völkl på gitarr, Sandra van Eldik (som Sandra Völkl) på basgitarr och Henning Stein på trummor.
Bandets texter är ofta baserade på gamla myter och historier.

## Medlemmar
Nuvarande medlemmar
- René Berthiaume – gitarr, keyboard (2001– )
- Hati (Tuval Rafaeli) – trummor (2010– )
- Dom (Dom R. Cray) – sologitarr (2014– )
- Skadi Rosehurst – keyboard (2019– )
- Skar (Martin Skar Berger) – basgitarr, sång (2019– )
- Fabian Getto – sång (2023– )

Tidigare medlemmar
- Sandra van Eldik (tidigare Sandra Völkl) – basgitarr (2001–2014)
- Helge Stang – sång (2001–2010)
- Andreas Völkl – gitarr (2001–2014)
- Henning Stein – trummor (2001–2003)
- Michael Heidenreich – keyboard (2001–2002)
- Conny Kaiser – keyboard (2002–2003)
- Julius Koblitzek – trummor (2003–2004)
- Markus Perschke – trummor (2005–2006)
- Basti Kriegl – trummor (2005)
- Armin Dörfler – keyboard (2005–2006)
- Manuel Di Camillo – trummor (2006–2010)
- Jen Majura – basgitarr (2014–2015)
- Makki Solvalt - basgitarr (2016–2019)
- Robse (Robert Dahn) – sång (2010–2022)

Turnerande medlemmar
- Gaby Koss – sång (2005, 2010)
- Ulrich Herkenhoff – panflöjt (2008)
- Muki – dragspel (2008)
- Agnes Malich – violin (2008)
- Jules – dragspel (dragspel) (2010)
- Galo – flöjt (2010)
- Claudio Quarta – basgitarr (2015–2016)
- Marcus Riewaldt – basgitarr (2015–2016)

## Diskografi
Demo
- 2003 – Demo 2003

Studioalbum
- 2005 – Turis Fratyr
- 2008 – Sagas
- 2010 – Rekreatur
- 2014 – Erdentempel
- 2016 – Armageddon
- 2019 – Renegades

EP
- 2013 – Waldschrein

Singlar
- 2010 – "Die Affeninsel"
- 2014 – "Karawane"

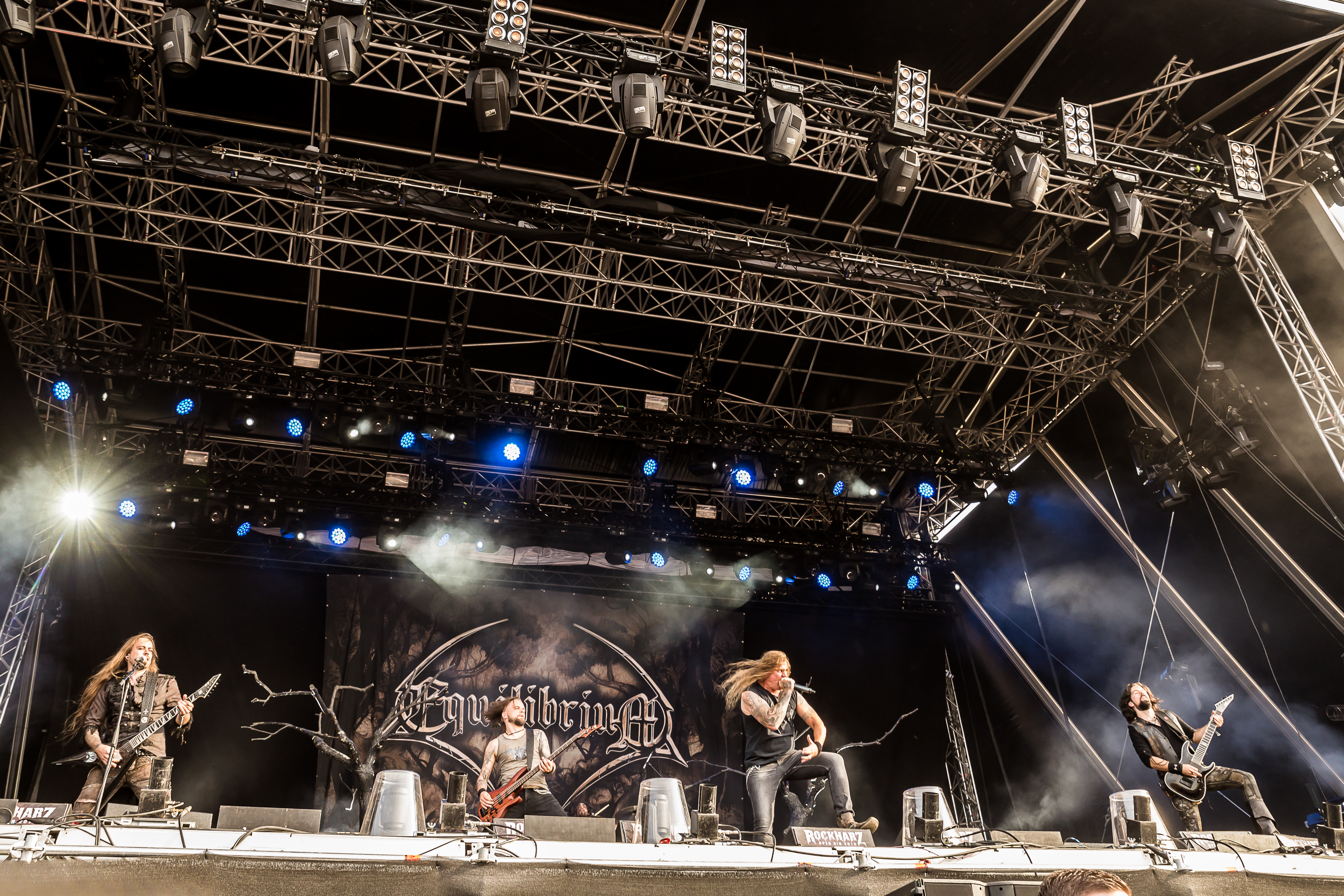
Equilibrium vid Rockharz Open Air 2018.

- 2019 – "Renegades - A Lost Generation"